# Rönningevattnet
Rönningevattnet är en sjö i Lysekils kommun i Bohuslän och ingår i Örekilsälven-Strömsåns kustområde. Sjön är 4,5 meter djup, har en yta på 0,059 kvadratkilometer och befinner sig 94 meter över havet.